# Hosszúcsőrű kakukk
A hosszúcsőrű kakukk (Rhamphomantis megarhynchus) a madarak osztályának kakukkalakúak (Cuculiformes) rendjébe, ezen belül a kakukkfélék (Cuculidae) családjába tartozó Rhamphomantis nem egyetlen faja.

## Rendszerezése
A fajt George Robert Gray angol zoológus írta le 1858-ban, a Cuculus nembe Cuculus megarhynchus néven. Besorolása erősen vitatott, egyes szervezetek a Chalcites nembe sorolják Chalcites megarhynchus néven, egyesek pedig a Chrysococcyx nembe Chrysococcyx megarhynchus néven.

## Előfordulása
Indonézia és Pápua Új-Guinea területén honos. A természetes élőhelye szubtrópusi és trópusi síkvidéki esőerdők. Állandó, nem vonuló faj.

## Megjelenése
Testhossza 18 centiméter, testtömege 31 gramm.

## Életmódja
Rovarokkal, főleg hernyókkal táplálkozik, de hangyákat is fogyaszt.

## Természetvédelmi helyzete
Az elterjedési területe rendkívül nagy, egyedszáma pedig stabil. A Természetvédelmi Világszövetség Vörös listáján nem fenyegetett fajként szerepel.